# كاندوكورونيوم إيوديد
كاندوكورونيوم إيوديد أو كاندوكورونيوم يوديد (بالإنجليزية:  Candocuronium iodide)‏ هو مركب كيميائي من مجموعة الأمينوستيرويد يستخدم كدواء مرخي للعضلات يتم استخدامه كمساعد في التخدير لتسهيل التنبيب الرغامي ولتوفير استرخاء للعضلات الهيكلية أثناء الجراحة أو التهوية الميكانيكية لفترة وجيزة في الدراسات السريرية في الهند، ولكن توقف التطوير الإضافي للمركب بسبب التأثيرات القلبية الوعائية المصاحبة له، مثل تسرع نبضات القلب في المقام الأول. يعتبر من الحاجبات العصبية العضلية الغير مزيلة للاستقطاب قصيرة المفعول.